# Christian Mohn
Christian J. Mohn (ur. 20 kwietnia 1926, zm. 31 grudnia 2018 w Oslo) – norweski skoczek narciarski i działacz sportowy.
Znalazł się w norweskiej kadrze na igrzyska olimpijskie w Sankt Moritz w 1948 roku. Ostatecznie jednak nie wziął udział w konkurencji olimpijskiej.
W lutym 1950 roku wystąpił na mistrzostwach świata w narciarstwie klasycznym w Lake Placid, podczas których zajął czwarte miejsce w konkursie skoków na dużej skoczni. Do zdobycia brązowego medalu, czyli wyrównania wyniku trzeciego zawodnika – Arnfinna Bergmanna, zabrakło mu 1,1 punktu. W zawodach tej rangi wystartował również cztery lata później, na mistrzostwach w Falun. Uplasował się wówczas na 20. pozycji w konkursie skoków.
W 1952 roku zajął drugie miejsce na festiwalu w Holmenkollen. Przegrał wówczas o 1,5 punktu z Arnfinnem Bergmannem. W 1955 roku wziął udział w Turnieju Szwajcarskim – w poszczególnych konkursach tego cyklu zajął dziewiąte, piąte, szóste i dwunaste miejsce, co dało mu łącznie trzecie miejsce w klasyfikacji generalnej turnieju.
W latach 1978–1980 był przewodniczącym Norweskiego Związku Narciarskiego.